# Guchan
Guchan  es una comuna francesa situada en el departamento de Altos Pirineos, en la región de Occitania.

## Demografía
| 128 | 133 | 136 | 122 | 126 | 124 | 149 | 148 |
| Para los censos de 1962 a 1999 la población legal corresponde a la población sin duplicidades (Fuente: INSEE [Consultar]) |     |     |     |     |     |     |     |